# 裁判 (棒壘球)
在棒球及壘球，裁判（英語：umpire）是負責主持一場比賽的人士，職責包括開始及結束比賽、執行比賽及場地規則、對雙方攻防動作做出判決、及依規則執行處罰。在美國裁判常被以縮短的 ump 稱呼，又因裁判制服多為藍色系而常被俗稱為 blue，但在職業比賽球員及教練則多直呼裁判名字；在台灣，球迷及體育主播、記者常會尊稱裁判為「先生」或「老師」。雖然早期比賽多由一位裁判主持比賽，但20世紀後多由多位裁判所組成的裁判組來負責主持比賽。

## 責任和位置

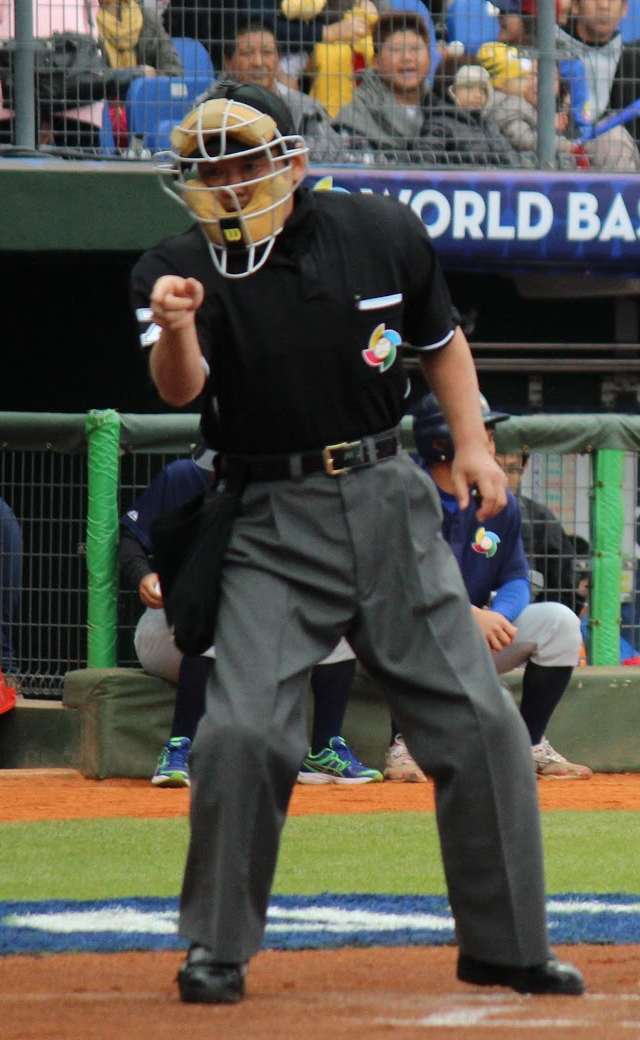
主審

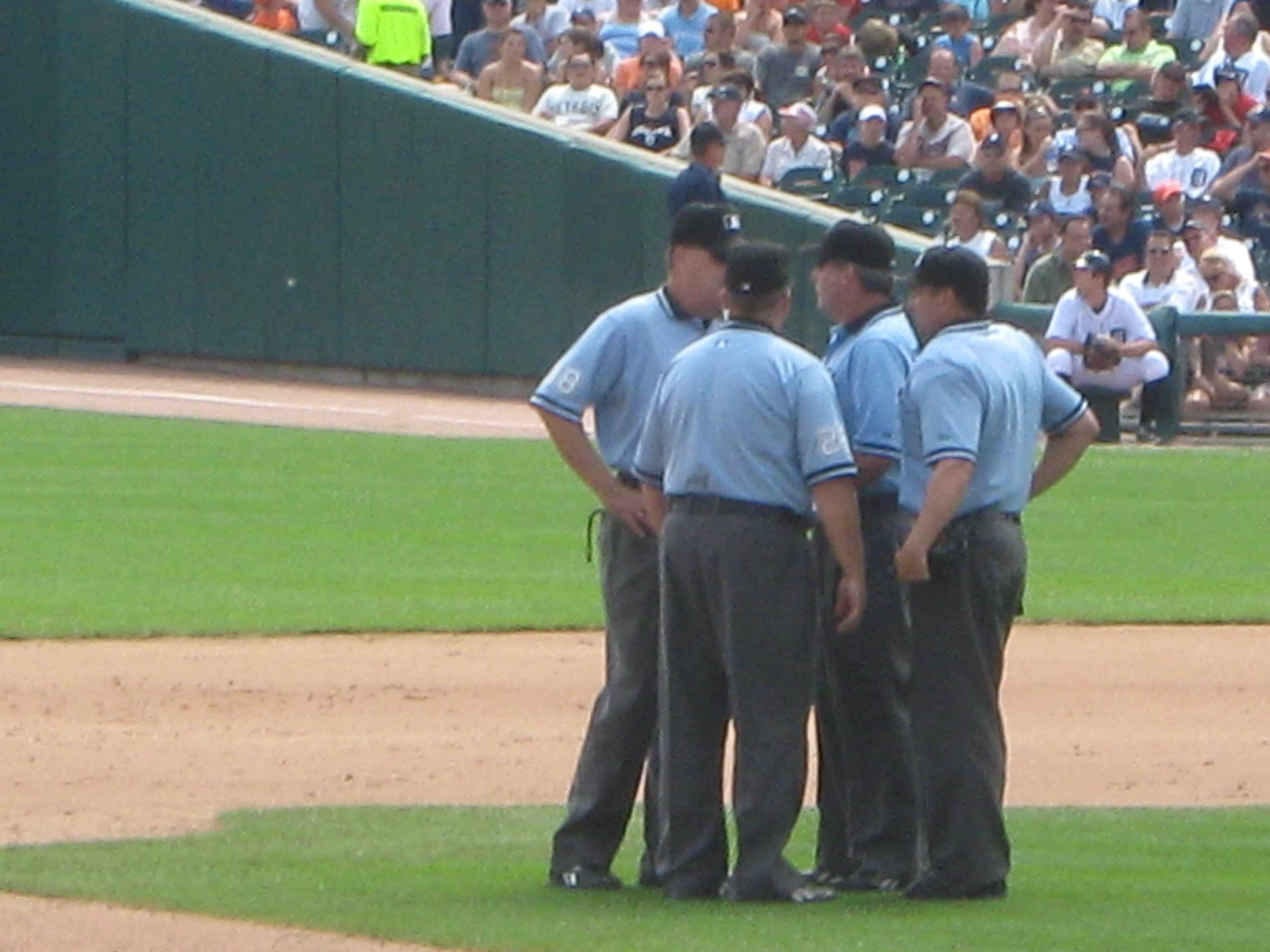
在2008年美國大聯盟一場底特律老虎與明尼蘇達雙城比賽時，四位裁判在場中的開會

在比賽中會指定一位至六位裁判執法，分別為站在本壘後方的主審以及各壘包的一壘審、二壘審、三壘審，和外野的左線審、右線審，以確認其比賽公平性。
比賽中由主審裁判，判定投手投出球為好壞球以及比賽雙方各選手有無違規事項，以保持比賽的進行。各壘裁判主要負責是跑壘員有無安全上壘、是否為界外球或野手有無確實接到球，通常由距離打擊出去球最近的裁判作出與其相關的判決。
外野裁判（左線審、右線審）通常只在重要賽事使用，如美國職棒大聯盟明星賽、及根據層級不同全部或部分的季後賽：美國職棒大聯盟在所有的季後賽均派出六人裁判組，但在較低層級，如大學級NCAA賽事則只在冠軍賽使用六名裁判。中華職棒僅在季後挑戰賽及台灣大賽由六位裁判執法。

### 判決
裁判所做的判決是最後的決定，除非在與場中其他裁判開會討論後決定改判。如遇到判決有異議雙方可以請求抗議，並由主審做最後判決。近年多項業餘國際賽事及職業聯盟比賽亦開放可由總教練提出電視輔助判決，由主審、技術委員或專門裁判重新審視電視重播來確認判決正確性。
2014年起，美國大聯盟開始容許總教練經由錄影重播挑戰判決，假如挑戰成功可以再度挑戰。假如一位裁判可能引用規則錯誤而誤判，在某些聯盟，如大聯盟，可以針對這個判決抗議。假如裁判堅持判決無誤，聯盟高層人員可做出最後裁決。
為降低好壞球判決的爭議，電子好球帶系統（Automated Ball-strikes，ABS）開始在美國職棒小聯盟部份賽事以及韓國職棒例行賽使用，但因技術問題，以及球員的習慣等需因素，大聯盟及其他職棒聯盟或國際賽事尚未導入。